# ゾロチンカ
ゾロチンカ（ロシア語: Золотинка）は、ロシア連邦のサハ共和国南部、ネリュングリ地区に位置する町である。ネリュングリまで73キロ。アムール・ヤクーツク鉄道の建設に伴って建設された。

## 人口
| 5377 | 1065 | 566 | 552 |

## 交通
連邦高速道路M56（A360 "レナ"）が通っているほか、アムール・ヤクーツク鉄道のゾロチンカ駅がある。